# Tir la Jocurile Olimpice de vară din 1956
Probele de tir sportiv la Jocurile Olimpice de vară din 1956 s-au desfășurat în perioada 29 noiembrie - 5 decembrie 1956 la poligonul de tragere de la Williamstown și la Royal Australian Air Force la Laverton. Au participat 156 de sportivi din 37 de țări.

## Medaliați

### Masculin
| Probă                    | Aur                    | Argint                   | Bronz                       |
| Pistol viteză 25 m       | Ștefan Petrescu (ROU)  | Evgheni Cerkasov (URS)   | Gheorghe Lichiardopol (ROU) |
| Pistol 50 m              | Pentti Linnosvuo (FIN) | Mahmud Umarov (URS)      | Offutt Pinion (USA)         |
| Pușcă trei poziții 300 m | Vasili Borisov (URS)   | Allan Erdman (URS)       | Vilho Ylönen (FIN)          |
| Pușcă trei poziții 50 m  | Anatoli Bogdanov (URS) | Otakar Hořínek (TCH)     | John Sundberg (SWE)         |
| Pușcă culcat 50 m        | Gerald Ouellette (CAN) | Vasili Borisov (URS)     | Stuart Boa (CAN)            |
| Cerb alergător           | Vitali Romanenko (URS) | Per Olof Sköldberg (SWE) | Vladimir Sevriughin (URS)   |
| Trap                     | Galliano Rossini (ITA) | Adam Smelczyński (POL)   | Alessandro Ciceri (ITA)     |

## Clasament pe medalii
| Loc   | Țară                       | Aur | Argint | Bronz | Total |
| ----- | -------------------------- | --- | ------ | ----- | ----- |
| 1     | Uniunea Sovietică          | 3   | 4      | 1     | 8     |
| 2     | Finlanda                   | 1   | –      | 1     | 2     |
| 2     | Italia                     | 1   | –      | 1     | 2     |
| 2     | Canada                     | 1   | –      | 1     | 2     |
| 2     | România                    | 1   | –      | 1     | 2     |
| 6     | Suedia                     | –   | 1      | 1     | 2     |
| 7     | Polonia                    | –   | 1      | –     | 1     |
| 7     | Cehoslovacia               | –   | 1      | –     | 1     |
| 9     | Statele Unite ale Americii | –   | –      | 1     | 1     |
| Total | Total                      | 7   | 7      | 7     | 21    |